# Kamionka (Orzechówek)
Kamionka – część wsi Orzechówek w Polsce, położona w województwie łódzkim, w powiecie radomszczańskim, w gminie Kobiele Wielkie.
W latach 1975–1998 Kamionka administracyjnie należała do województwa piotrkowskiego.